# Hov Station (Norge)
|  | Ikke at forveksle med Hov Station på Odderbanen i Danmark. |
Hov Station (Hov stasjon) er en tidligere jernbanestation på Valdresbanen, der ligger i Søndre Land kommune i Norge.
Stationen åbnede 28. november 1902, da den første del af banen mellem Eina og Dokka blev taget i brug. Persontrafikken på banen blev indstillet 1. januar 1989, hvor stationen blev gjort ubemandet. Stationen er dog ikke nedlagt formelt, til trods for at godstrafikken på banen ophørte 1. april 1999.
Stationsbygningen blev opført til åbningen i 1902.